# Sainte-Aurence-Cazaux
Sainte-Aurence-Cazaux is een gemeente in het Franse departement Gers (regio Occitanie) en telt 120 inwoners (2005). De plaats maakt deel uit van het arrondissement Mirande.

## Geografie
De oppervlakte van Sainte-Aurence-Cazaux bedraagt 9,9 km², de bevolkingsdichtheid is 12,1 inwoners per km².
De onderstaande kaart toont de ligging van Sainte-Aurence-Cazaux met de belangrijkste infrastructuur en aangrenzende gemeenten.

## Demografie
Onderstaande figuur toont het verloop van het inwonertal (bron: INSEE-tellingen).